# 5月24日
5月24日（ごがつにじゅうよっか）は、グレゴリオ暦で年始から144日目（閏年では145日目）にあたり、年末まではあと221日ある。

## できごと

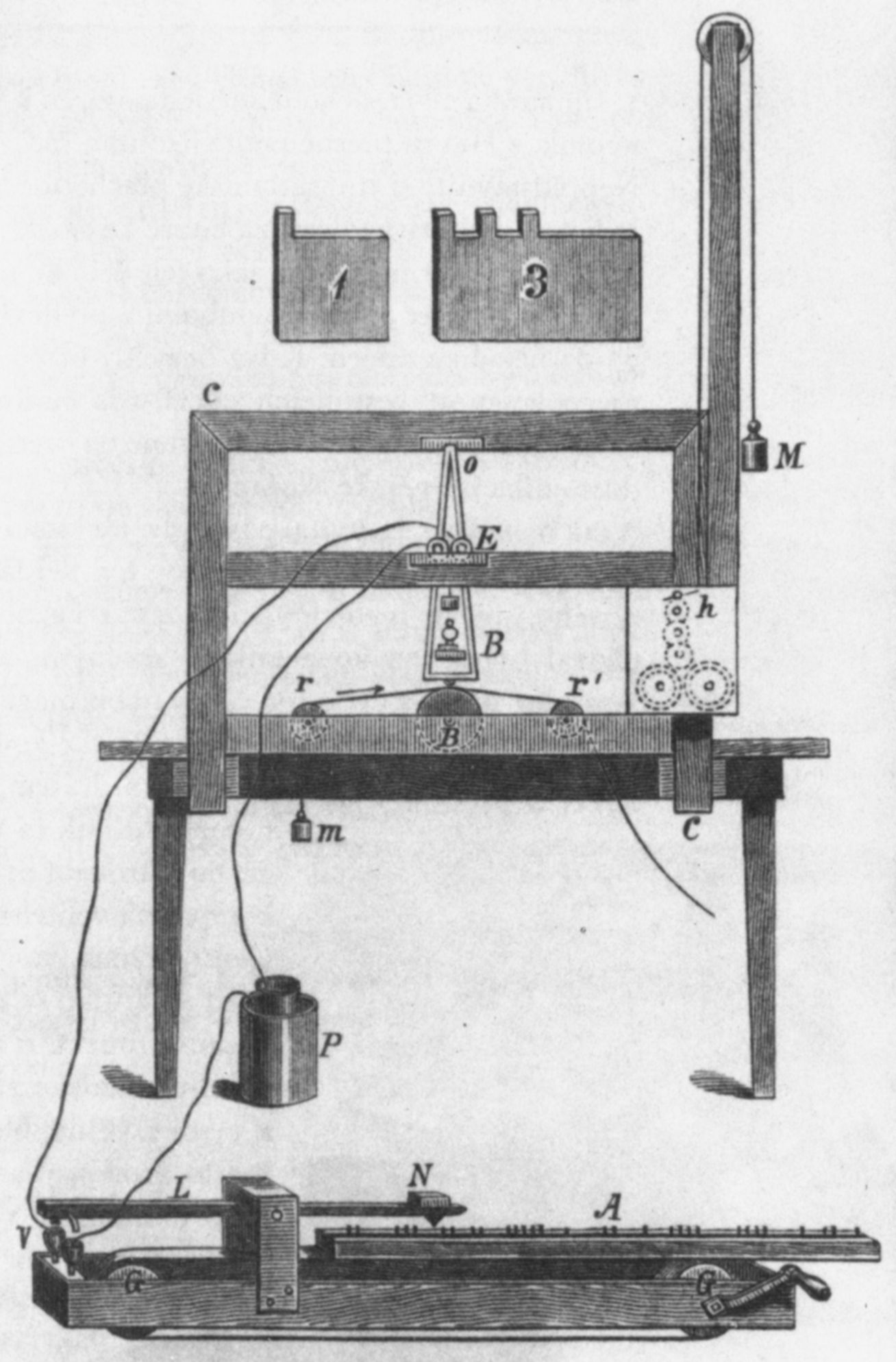
モールスの最初の電信装置の図面

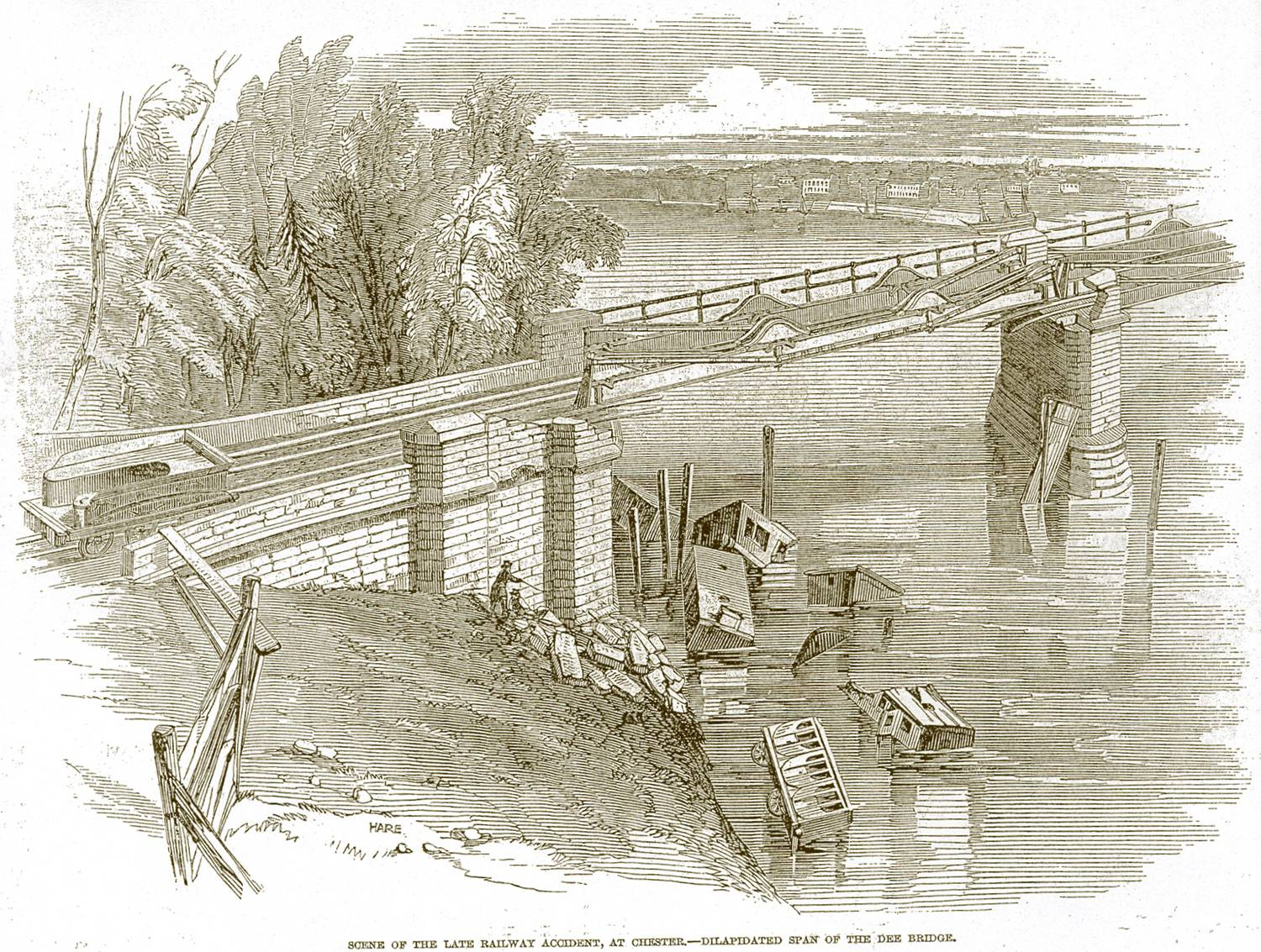
ディー橋事故(1847)

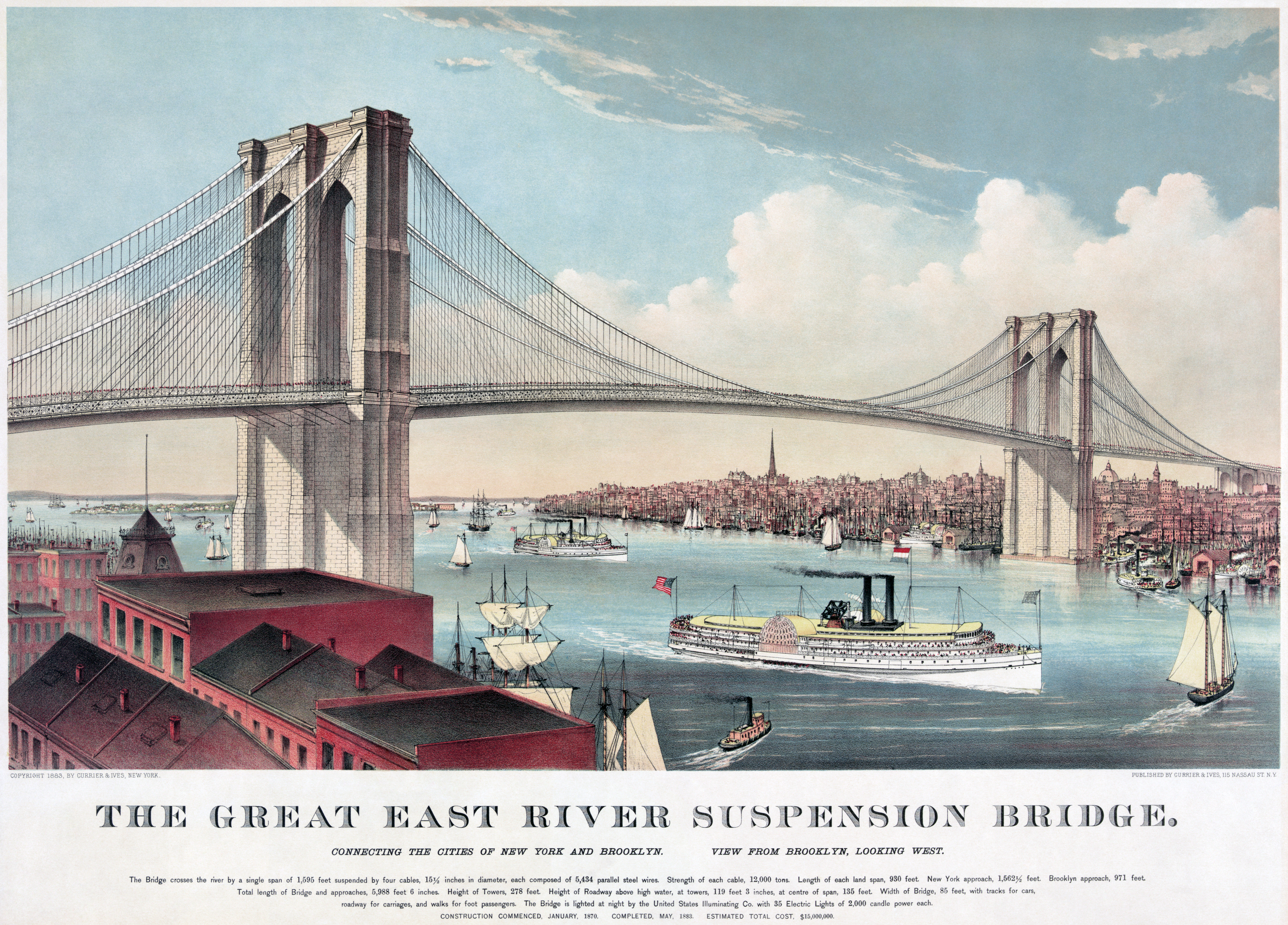
ブルックリン橋開通(1883)

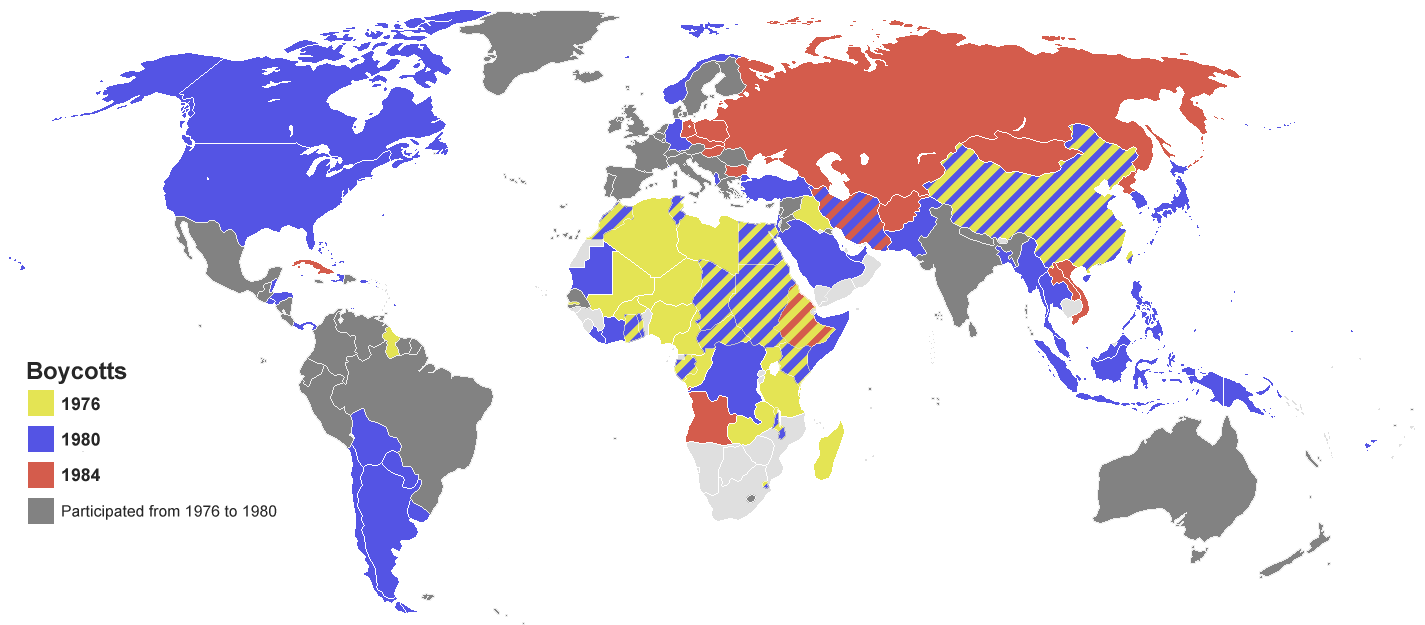
JOC総会でモスクワ五輪のボイコットを決定(1980)。画像の青がボイコット国

- 861年（貞観3年4月7日） - 武徳神社（現須賀神社：福岡県直方市下境）境内に、世界最古の落下目撃記録が残る直方隕石が落下。
- 905年（延喜5年4月18日） - 15日に完成した初の勅撰和歌集『続万葉集』に対し醍醐天皇が編纂し直すよう命じ、改めて『古今和歌集』として編輯を行う。
- 1570年（元亀元年4月20日） - 織田信長が、越前の朝倉義景討伐のため3万騎を率いて京都を発つ。
- 1592年（文禄元年/万暦20年4月13日） - 豊臣秀吉による朝鮮出兵第一陣の小西行長らが釜山に上陸し、文禄の役が始まる。
- 1614年（慶長19年4月16日） - 豊臣秀頼が、焼失した京都・方広寺の鐘を鋳造する[1][2]。
- 1621年 - プロテスタント同盟が解散。
- 1626年 - オランダ西インド会社がマンハッタンをインディアンから購入。
- 1821年（文政4年4月23日） - 相馬大作事件が起こる。
- 1830年 - サラ・ジョセファ・ヘイルの詩『メリーさんのひつじ』が発刊される。
- 1830年 - ボルチモア・アンド・オハイオ鉄道の最初の開業区間であるメリーランド州ボルチモア - エリコットが開通。
- 1844年 - サミュエル・モールスが発明した電信装置と符号（モールス符号の原形）による初の長距離通信実験がワシントンD.C. - メリーランド州ボルチモア間で行われる[3]。
- 1847年 - ディー橋事故が起こる。
- 1856年 - 奴隷制度廃止運動家のジョン・ブラウンらが奴隷制度擁護派の5人を殺害。
- 1868年（慶応4年閏4月3日） - 戊辰戦争: 市川・船橋戦争
- 1873年 - フランス第三共和政大統領アドルフ・ティエールが国民議会の議決により辞任。パトリス・ド・マクマオンが第2代大統領に就任。
- 1883年 - ニューヨークのブルックリン橋が開通。
- 1900年 - 第二次ボーア戦争: イギリスがオレンジ自由国を併合。
- 1903年 - 英国人貿易商A.H.グルームによって、日本初のゴルフ場・神戸ゴルフ倶楽部が開業。
- 1915年 - 島根県黒木村と浦郷村による共同の村営事業で完成した船引運河の開通式が行なわる。
- 1915年 - 第一次世界大戦: イタリア王国が三国同盟を破棄して連合国側で参戦したことにより、ドイツがイタリアと国交断絶。
- 1926年 - 北海道の十勝岳が大噴火し、死者144名を出す（1926年の十勝岳噴火）。
- 1941年 - 第二次世界大戦: デンマーク海峡海戦。
- 1942年 - 大洋軍対名古屋軍戦が延長28回で日没によるコールド。日本プロ野球の最長延長記録[4]。
- 1946年 - 山本実彦らが協同民主党を結成。
- 1947年 - 片山哲内閣が、片山哲首相の全閣僚兼任で発足。
- 1949年 - 建設業法公布。
- 1949年 - バナナ（台湾バナナ）の輸入再開[5]。
- 1950年 - 建築基準法、建築士法公布。
- 1956年 - 売春防止法公布。
- 1956年 - ルガーノでユーロビジョン・ソング・コンテスト開催。
- 1958年 - UP通信社とINS通信社（英語版）が合併してUPI通信社を設立。
- 1958年 - 東京で第3回アジア競技大会が開幕。
- 1960年 - 5月23日、前日に発生したチリ地震の津波が日本の太平洋沿岸に到達。
- 1961年 - キプロスが欧州評議会に加盟。
- 1962年 - マーキュリー計画: アメリカが有人宇宙船「マーキュリー・アトラス7号（オーロラ7）」を打ち上げ。
- 1963年 - 東京体育館でのWWA世界ヘビー級選手権試合でザ・デストロイヤーが力道山に足4の字固めをかける。テレビの平均視聴率は64%で歴代4位。
- 1967年 - 朝日訴訟の最高裁大法廷判決。
- 1970年 - 地球の地殻深部を調べるコラ半島超深度掘削坑の掘削開始。
- 1976年 - 超音速旅客機「コンコルド」がロンドン - ワシントンD.C.間で定期運行を開始。
- 1978年 - 落語協会分裂騒動: 落語協会を脱退した三遊亭圓生らが落語三遊協会を結成[6]。
- 1980年 - JOC総会でモスクワ五輪のボイコットを決定。
- 1981年 - 海王星第7衛星ラリッサが発見される。
- 1982年 - イラン・イラク戦争: ホッラムシャフル解放戦が終結。
- 1992年 - タイで、軍事クーデターを起こし首相となっていたスチンダー・クラープラユーンが、民主化を求めるデモの事態収拾のため辞任。
- 1993年 - エリトリアがエチオピアから独立[7]。
- 2000年 - クレイ数学研究所が、古典的ではあるものの長い間証明されていない重要な数学の問題「ミレニアム懸賞問題」を発表[8]。
- 2002年 - アメリカとロシアが戦略的攻撃能力の削減に関する「モスクワ条約」に調印。
- 2013年 - ロシアのカムチャツカ半島西方のオホーツク海を震源とする、Mw8.3・深さ598.1kmの地震が発生[9][10]。震源の深さが100km以上の深発地震では観測史上最大の地震。
- 2019年 - 台湾で、同性婚を合法化する法案「司法院釈字第748号解釈施行法」が施行され、アジアで初めて同性婚が法的に認められた[11]。
- 2022年 - アメリカ合衆国テキサス州のロブ小学校で銃乱射事件が発生。児童19人、教員2人が死亡[12]。

## 誕生日

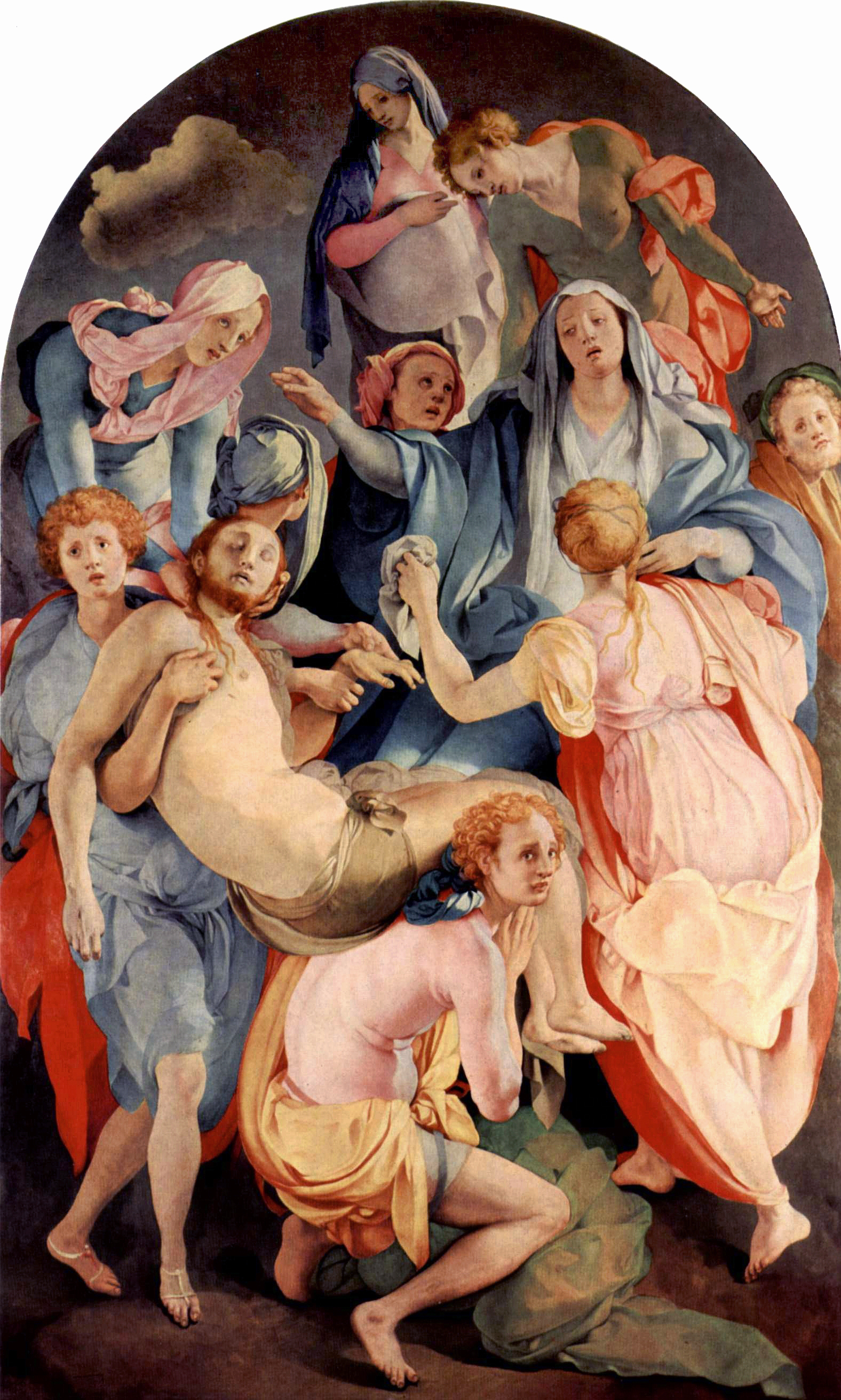
マニエリスムの画家ヤコポ・ダ・ポントルモ(1494-1557)誕生。画像は『十字架降架』(1526-28頃)

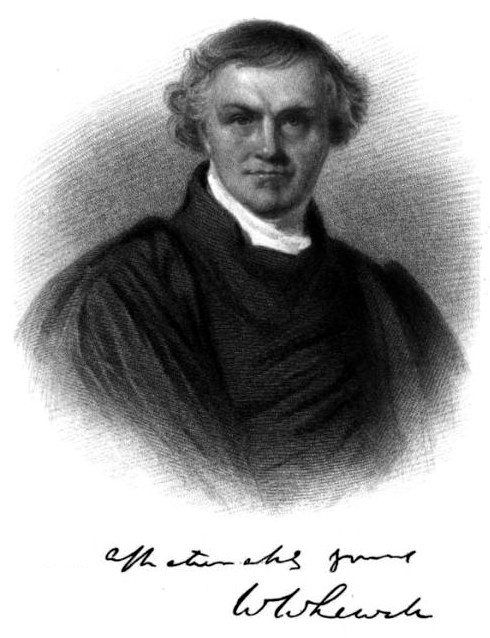
科学者ウィリアム・ヒューウェル(1794-1866)誕生。

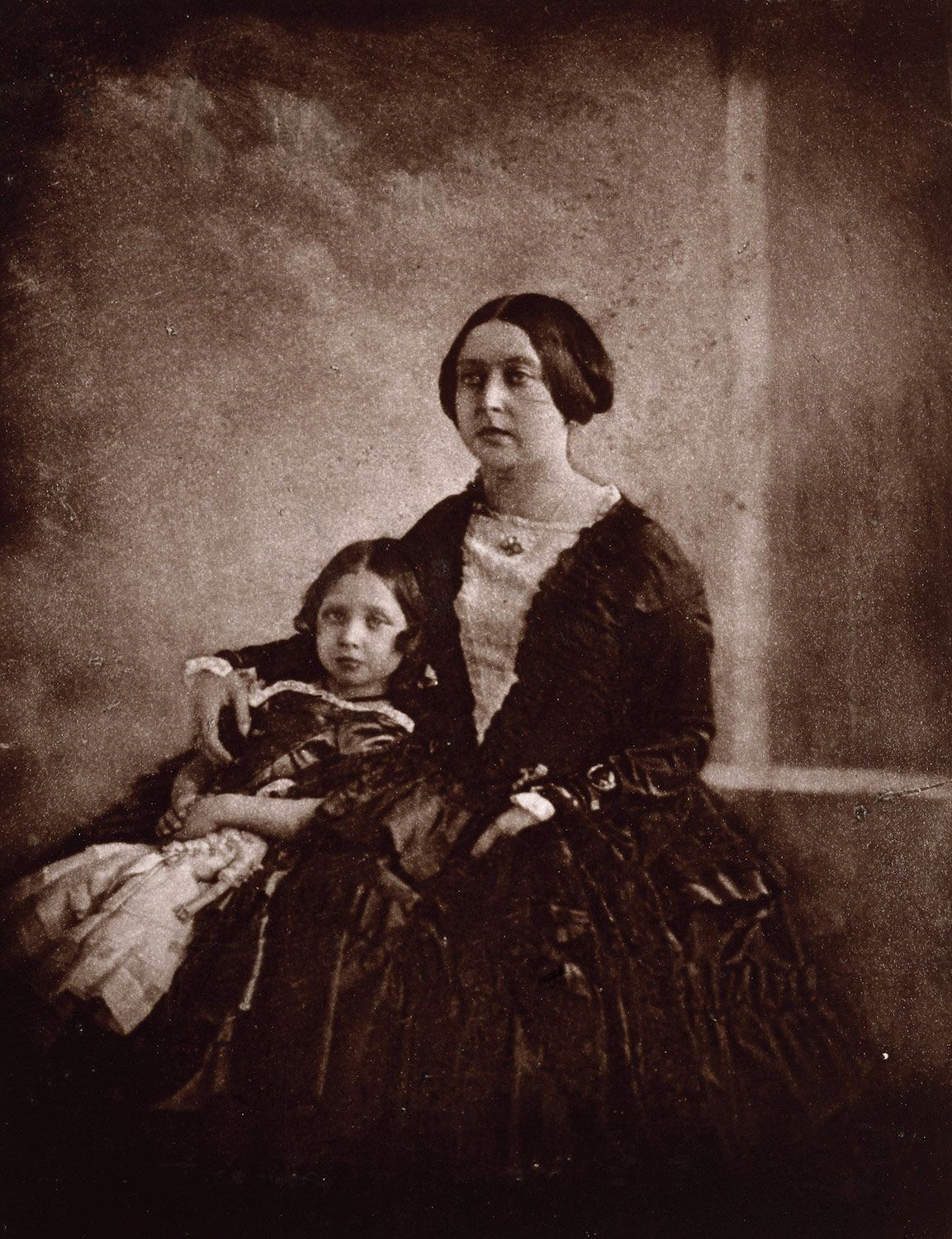
ヴィクトリア英女王(右; 1819-1901)誕生。

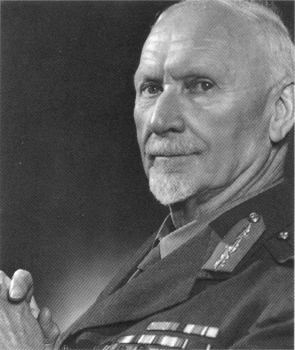
南アフリカの政治家ヤン・スマッツ(1870-1950)誕生。

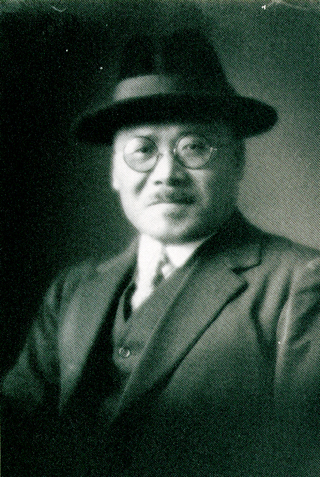
軍事評論家水野廣徳(1875-1945)誕生。

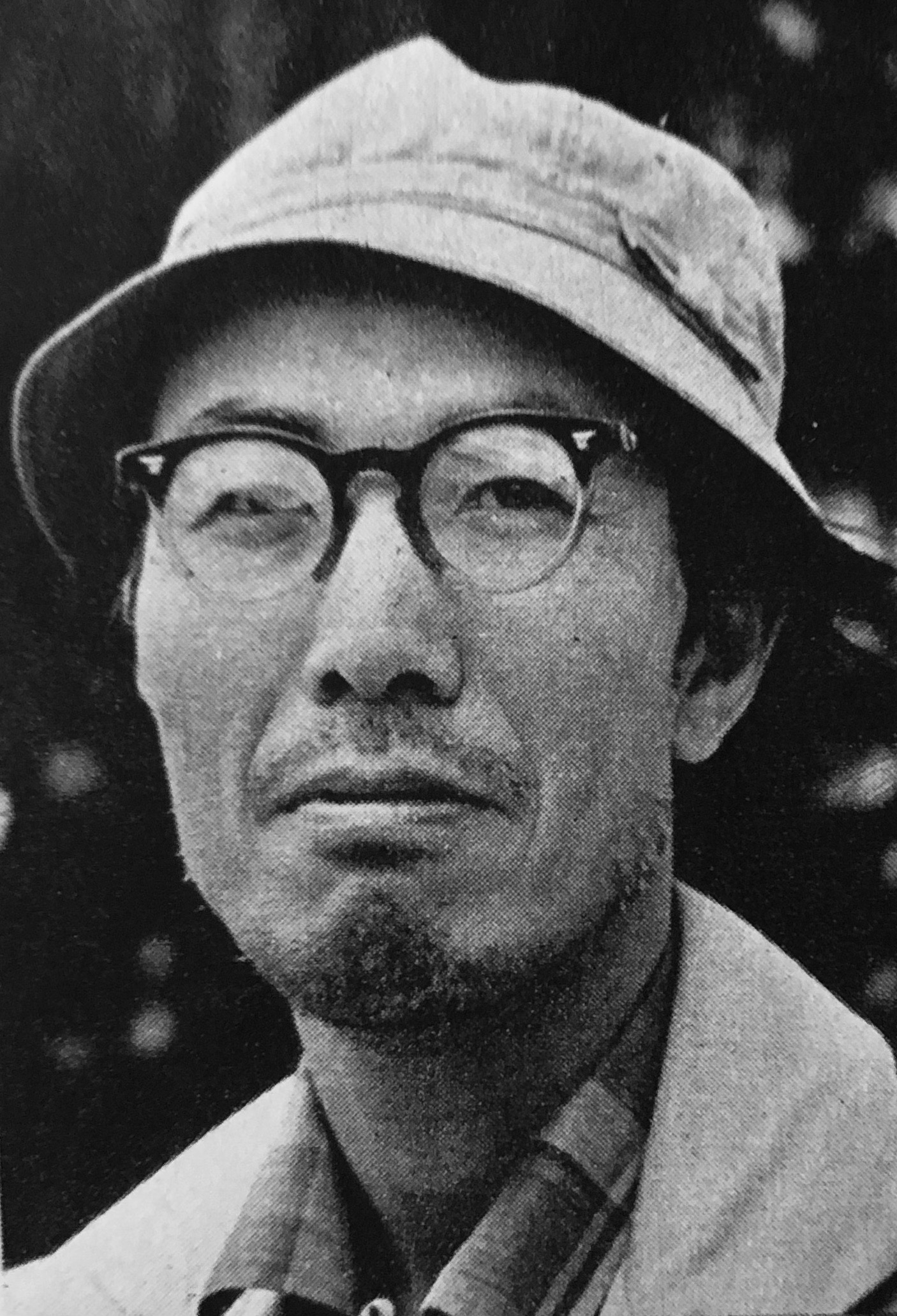
映画監督鈴木清順(1923-2017)。代表作『殺しの烙印』(1967)誕生。

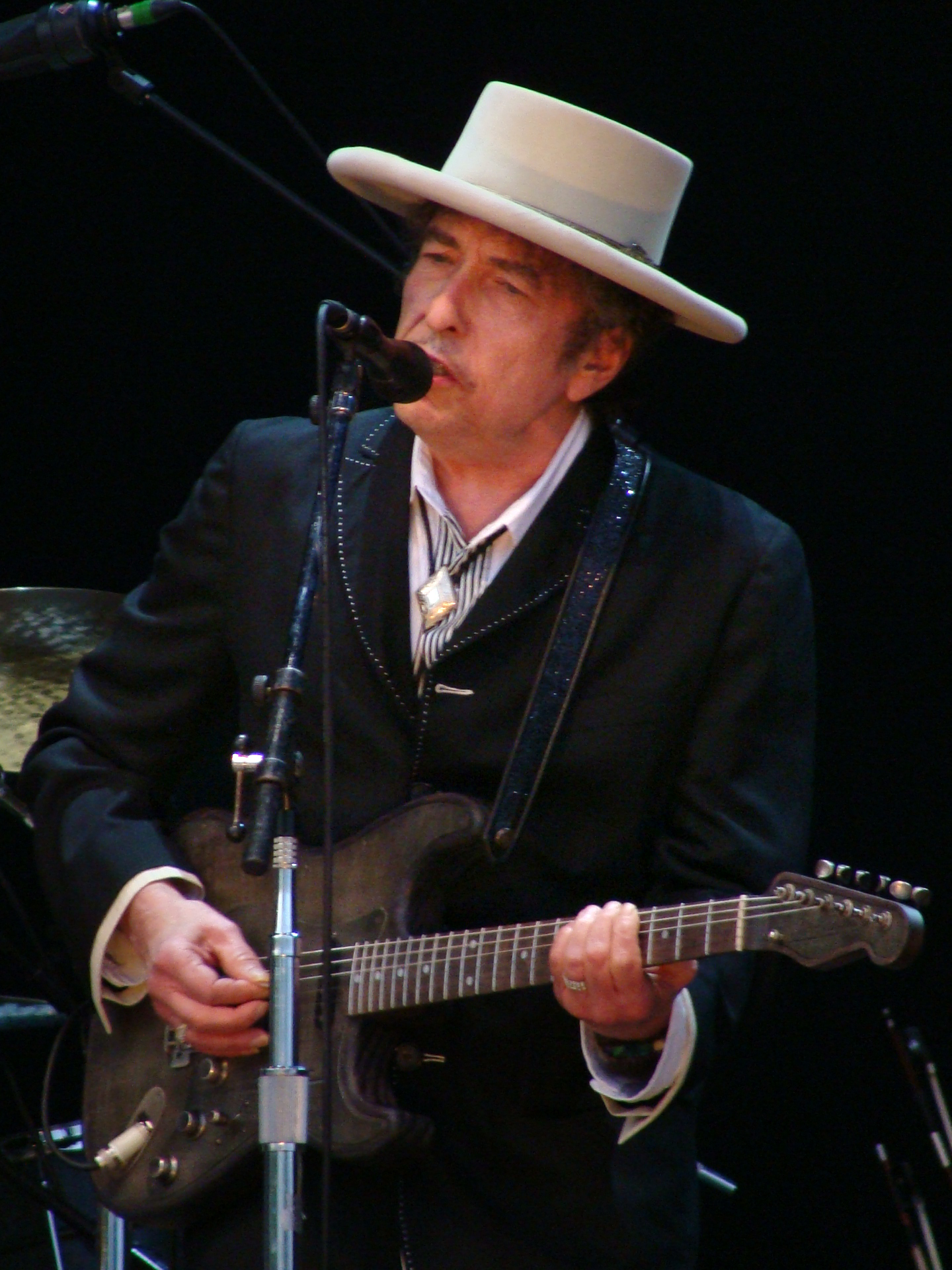
シンガーソングライターボブ・ディラン(1941-)誕生。

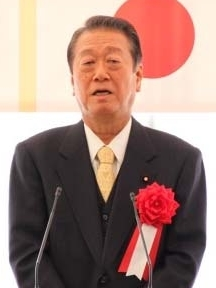
政治家小沢一郎(1942-)誕生。

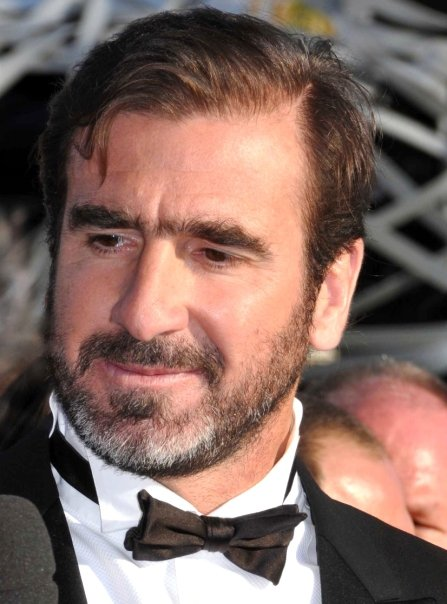
サッカー選手・俳優エリック・カントナ(1966-)誕生。

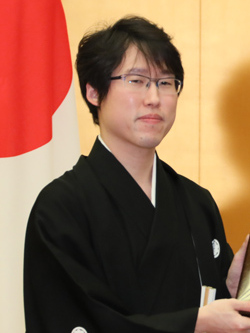
囲碁棋士井山裕太(1989-)誕生。

- 紀元前15年または16年 - ゲルマニクス、ローマ帝国軍司令官（+ 19年）
- 1494年 - ヤコポ・ダ・ポントルモ、画家（+ 1557年）
- 1544年 - ウィリアム・ギルバート、医師、物理学者（+ 1603年）
- 1574年（天正2年5月4日） - 相良頼房、初代人吉藩主（+ 1636年）
- 1683年（天和3年4月28日） - 本庄道章、初代高富藩主（+ 1725年）
- 1686年 - ガブリエル・ファーレンハイト、技術者、物理学者（+ 1736年）
- 1743年 - ジャン＝ポール・マラー、フランスの革命指導者（+ 1793年）
- 1794年 - ウィリアム・ヒューウェル、科学哲学者（+ 1866年）
- 1811年（文化8年4月3日） - 土井利忠、第7代大野藩主（+ 1869年）
- 1812年 - テオドロ・デュクレール、画家（+ 1869年）
- 1819年 - ヴィクトリア、イギリス女王（+ 1901年）
- 1832年（天保3年4月24日） - 池田慶行、第10代鳥取藩主（+ 1848年）
- 1870年（明治3年4月24日） - 伊原敏郎（青々園）、演劇評論家、劇作家（+ 1941年）
- 1870年 - ヤン・スマッツ、政治家、軍人、哲学者（+ 1950年）
- 1875年 - 松戸覚之助、梨農家（+ 1934年）
- 1875年 - 水野廣徳、軍人（+ 1945年）
- 1877年 - 結城豊太郎、財政家（+ 1951年）
- 1878年 - ジャック・フィースター、元プロ野球選手（+ 1953年）
- 1880年 - 初代桂小南、落語家（+ 1947年）
- 1883年 - 鈴木為次郎、囲碁棋士（+ 1960年）
- 1891年 - ウィリアム・オルブライト、言語学者（+ 1971年）
- 1894年 - 花柳章太郎、新派俳優（+ 1965年）
- 1899年 - アンリ・ミショー、詩人、画家（+ 1984年）
- 1899年 - スザンヌ・ランラン、テニス選手（+ 1938年）
- 1900年 - 竹内金治郎、国文学者（+1984年）
- 1901年 - ホセ・ナサシ、サッカー選手（+ 1968年）
- 1902年 - 横溝正史、推理作家（+ 1981年）
- 1903年 - 清川玉枝、女優（+ 1969年）
- 1904年 - 南部忠平、陸上競技選手（+ 1997年）
- 1905年 - ミハイル・ショーロホフ、小説家（+ 1984年）
- 1906年 - ハリー・ハモンド・ヘス、海洋科学者（+ 1969年）
- 1907年 - 川島芳子、スパイ（+ 1948年）
- 1909年 - 澤村三木男、出版人、四代目文藝春秋社長（+ 1979年）
- 1913年 - 甲斐美和、ピアニスト、図書館司書（+ 2011年）
- 1921年 - 猪子利男、元プロ野球選手（+ 1998年）
- 1922年 - 別宮貞雄、作曲家（+ 2012年）
- 1923年 - 鈴木清順、映画監督（+ 2017年）
- 1923年 - 藤間紫、日本舞踊家、女優（+ 2009年）
- 1923年 - 梅田正巳、元プロ野球選手（+ 1989年）
- 1924年 - 吉田堅治、画家（+ 2009年）
- 1924年 - 芥川紗織、画家（+ 1966年）
- 1924年 - 小松原博喜、元プロ野球選手（+ 1965年）
- 1927年 - 野上照代、スクリプター
- 1928年 - 小堺昭三、小説家（+ 1995年）
- 1928年 - アドリアン・フルティガー、書体デザイナー（+ 2015年）
- 1928年 - ウィリアム・トレヴァー、小説家（+ 2016年）
- 1929年 - 加藤武、俳優（+ 2015年）
- 1931年 - マイケル・ロンズデール、俳優（+ 2020年）
- 1932年 - 渡部恒三、政治家（+ 2020年）
- 1932年 - アーノルド・ウェスカー、劇作家（+ 2016年）
- 1932年 - 井上喜一、政治家（+ 2010年）
- 1933年 - 橋本明、ジャーナリスト、評論家（+ 2017年）
- 1935年 - 関容子、エッセイスト
- 1936年 - ハロルド・バッド、作曲家、ピアニスト（+ 2020年）
- 1939年 - 側見民雄、俳優、声優、演出家
- 1939年 - 前田益穂、元プロ野球選手
- 1941年 - ボブ・ディラン、シンガーソングライター
- 1942年 - 小沢一郎、政治家
- 1942年 - 山崎正昭、政治家
- 1943年 - 小西敏正、建築家、宇都宮大学名誉教授
- 1943年 - たかしまあきひこ、作曲家（+ 2016年）
- 1944年 - 加藤節、政治学者
- 1944年 - 永宮正治、物理学者
- 1944年 - パティ・ラベル、歌手、女優
- 1945年 - プリシラ・プレスリー、女優
- 1946年 - 田村亮、俳優
- 1946年 - イレーナ・シェビンスカ、陸上競技選手（+ 2018年）
- 1947年 - 小松健二、元プロ野球選手
- 1948年 - 加藤秀司、元プロ野球選手
- 1949年 - 奥村哲、中国史学者、首都大学東京名誉教授
- 1949年 - ジム・ブロードベント、俳優
- 1951年 - 福沢恵介、シンガーソングライター
- 1951年 - ジャン＝ピエール・バクリ、俳優、脚本家（+ 2021年）
- 1953年 - アルフレッド・モリーナ、俳優
- 1955年 - 村田治、経済学者
- 1955年 - 鵜飼るみ子、声優
- 1955年 - 酒井増夫、元プロ野球選手
- 1956年 - さいふうめい、漫画原作者
- 1957年 - 谷本進治、技術者
- 1957年 - 高橋宣博、政治家、福島県桑折町長
- 1958年 - 佐々木則夫、元サッカー選手、指導者
- 1958年 - 橋本真司、ゲームクリエーター
- 1960年 - クリスティン・スコット・トーマス、女優
- 1961年 - 哀川翔、俳優
- 1961年 - 古賀森男、ミュージシャン、ギタリスト（元レベッカ）
- 1961年 - 真保裕一、小説家
- 1961年 - 北角浩一、実業家、日本一ソフトウェア会長
- 1961年 - 武田博史、防衛官僚
- 1962年 - 髙橋耕次郎、俳優、声優
- 1962年 - 武藤与志則、俳優、声優
- 1963年 - 中村浩太郎、声優
- 1963年 - 今石進、デザイナー、イラストレーター、漫画家
- 1963年 - マイケル・シェイボン、小説家
- 1963年 - イヴァン・カペリ、F1ドライバー
- 1964年 - 藤田和日郎、漫画家
- 1964年 - 三浦博文、プロレスラー
- 1965年 - 小林聡美、女優
- 1965年 - ジョン・C・ライリー、俳優
- 1965年 - ロブ・デューシー、元プロ野球選手
- 1965年 - 斉藤次郎、声優
- 1966年 - 高橋浩二朗、俳優
- 1966年 - エリック・カントナ、サッカー選手
- 1966年 - ジェフ・リブジー、元プロ野球選手
- 1967年 - 柴田亜美、漫画家
- 1967年 - 森重樹、農林水産官僚
- 1969年 - 鈴木晶子、元バレーボール選手
- 1970年 - 池上永一、小説家
- 1970年 - 片岡サチ、女優、元宝塚歌劇団専科
- 1970年 - 秋山隆之、サッカー指導者、元サッカー選手
- 1971年 - 仲西匡、作曲家、音楽プロデューサー
- 1971年 - 杉林功、お笑い芸人（カンカラ）
- 1971年 - 三日月大造、政治家、滋賀県知事
- 1972年 - 上杉昇、ミュージシャン
- 1972年 - 池田真紀、政治家、社会福祉士
- 1972年 - 佐藤康幸、元プロ野球選手
- 1972年 - オクサナ・スカルディーナ、新体操選手
- 1972年 - スティーブン・カズンズ、フィギュアスケート選手
- 1973年 - 服部祐民子、シンガーソングライター
- 1973年 - 坂田倫子、卓球選手
- 1973年 - 平岡直起、元サッカー選手
- 1973年 - ヴラディミール・シュミツェル、サッカー選手
- 1973年 - ラモン・オルティズ、元プロ野球選手
- 1973年 - バートロ・コローン、プロ野球選手
- 1974年 - 小林雅英、元プロ野球選手
- 1974年 - 與芝由三栄、アナウンサー
- 1974年 - 立川志の八、落語家
- 1974年 - 藤好麻希、元バレーボール選手
- 1975年 - 河相我聞、俳優
- 1975年 - 高橋昌大、漫画家
- 1976年 - 岡本純治、俳優
- 1976年 - 塚原愛、アナウンサー
- 1976年 - 西本ケン、タレント
- 1976年 - 三浦聖子、元バレーボール選手
- 1976年 - ジェイソン・グラボースキー、元プロ野球選手
- 1977年 - 坂本諭加子、ピアニスト
- 1977年 - 武田惠子、元女優
- 1978年 - 大川知英、お笑い芸人（チキンナンバン、元ニブンノゴ!）
- 1978年 - ブラッド・ペニー、元プロ野球選手
- 1978年 - 松田晋二、ミュージシャン（THE BACK HORN）
- 1979年 - 大須賀純、声優
- 1979年 - 丸山泰嗣、元プロ野球選手
- 1979年 - トレーシー・マグレディ、元バスケットボール選手、元プロ野球選手
- 1979年 - 柴田大輔、関東連合元幹部、作家（+ 2021年）
- 1980年 - 近藤麻智子、アナウンサー
- 1980年 - セシリア・チャン、女優
- 1981年 - 桜井裕美、ファッションモデル
- 1981年 - 安藤沙耶香、グラビアアイドル、ファッションモデル
- 1982年 - 坂元弥太郎、元プロ野球選手
- 1982年 - 田中浩康、元プロ野球選手
- 1982年 - 呉偲佑、元プロ野球選手
- 1982年 - 三上佳孝、元競輪選手
- 1983年 - 平田ぱんだ、ミュージシャン (THE BOHEMIANS)
- 1983年 - 長坂尚登、政治家、第36代豊橋市長
- 1983年 - 水上玄太、フットサル選手
- 1984年 - 橋元優菜、グラビアアイドル、タレント
- 1984年 - 大坂夕、タレント
- 1984年 - 倉野隆太郎、競輪選手
- 1984年 - ヘクター・アンブリーズ、プロ野球選手
- 1985年 - 山下健二郎、ダンサー、俳優（三代目 J SOUL BROTHERS from EXILE TRIBE）
- 1985年 - 武田祐介、ミュージシャン（RADWIMPS）
- 1986年 - 木村正太、元プロ野球選手
- 1986年 - 西原さつき、タレント
- 1987年 - 今井啓介、元プロ野球選手
- 1987年 - 岩井圭也、小説家
- 1988年 - 郡司あやの、元女優
- 1988年 - 石垣明日花、元お笑い芸人
- 1988年 - ブラディミール・ガルシア、野球選手
- 1988年 - 波多野結衣、AV女優
- 1989年 - 井山裕太、囲碁棋士
- 1989年 - 室田伊緒、女流将棋棋士
- 1989年 - 中上サツキ、女優
- 1989年 - アデル・ターラブト、サッカー選手
- 1990年 - 渡辺大貴、俳優
- 1990年 - 松下優也、歌手、俳優
- 1990年 - 三遊亭花金、落語家
- 1990年 - 野村太一郎、狂言師
- 1990年 - 阿部陽輔、元サッカー選手
- 1990年 - ジョーイ・ロガーノ、レーシングドライバー
- 1990年 - メル・ロハス・ジュニア、プロ野球選手
- 1991年 - 梅田えりか、モデル、元アイドル（元℃-ute）
- 1991年 - 三岳慎之助、俳優、タレント（10神ACTOR）
- 1991年 - 三好ユウ、ラジオDJ、リポーター、司会者
- 1991年 - 藤澤五月、カーリング選手
- 1991年 - 山本修平、陸上選手
- 1991年 - 角舘信恒、プロアイスホッケー選手
- 1991年 - チャド・グリーン、プロ野球選手
- 1993年 - 鈴木宏那、タレント、女優
- 1993年 - 増野元太、元陸上競技選手
- 1994年 - 瀬戸大也、競泳選手
- 1994年 - 山野辺翔、プロ野球選手
- 1994年 - 古川夢乃歌、元プロボクサー
- 1995年 - 五十嵐千尋、競泳選手
- 1996年 - 内田秀、声優
- 1996年 - 奏、ミュージシャン、ベーシスト (ACE COLLECTION)
- 1996年 - 松村航希、サッカー選手
- 1996年 - 山下優人、サッカー選手
- 1996年 - カウアン・オカモト、シンガーソングライター（元ジャニーズJr.）
- 1997年 - 坂東龍汰、俳優
- 1997年 - 石井祐里枝、アナウンサー
- 1998年 - 莉犬、歌手、声優（すとぷり）
- 1998年 - ファンティーニ燦、サッカー選手
- 1999年 - 田村碧衣、バスケットボール選手
- 1999年 - 全山海、サッカー選手
- 1999年 - チャーリー・プラマー、俳優、子役
- 2001年 - 鶴嶋乃愛、ファッションモデル
- 2002年 - 逢来りん、声優
- 2002年 - 前田俊、モデル
- 2003年 - 一ノ瀬美空、アイドル（乃木坂46）
- 2003年 - 東出直也、元プロ野球選手
- 2004年 - 大橋真子、アイドル（元SKE48）
- 2004年 - 齋藤陽菜、アイドル（元AKB48）
- 生年不詳 - 白鳥雪之丞、実業家、ドラマー（氣志團）
- 生年不詳 - かわくぼ香織、漫画家
- 生年不詳 - 徳島早苗、漫画家
- 生年不詳 - 村上真紀、漫画家
- 生年不詳 - 中村精道、声優
- 生年不詳 - 藤井美波、声優
- 生年不詳 - 高橋香純、気象予報士
- 生年不詳 - 揚原妃織、福井放送アナウンサー

## 忌日

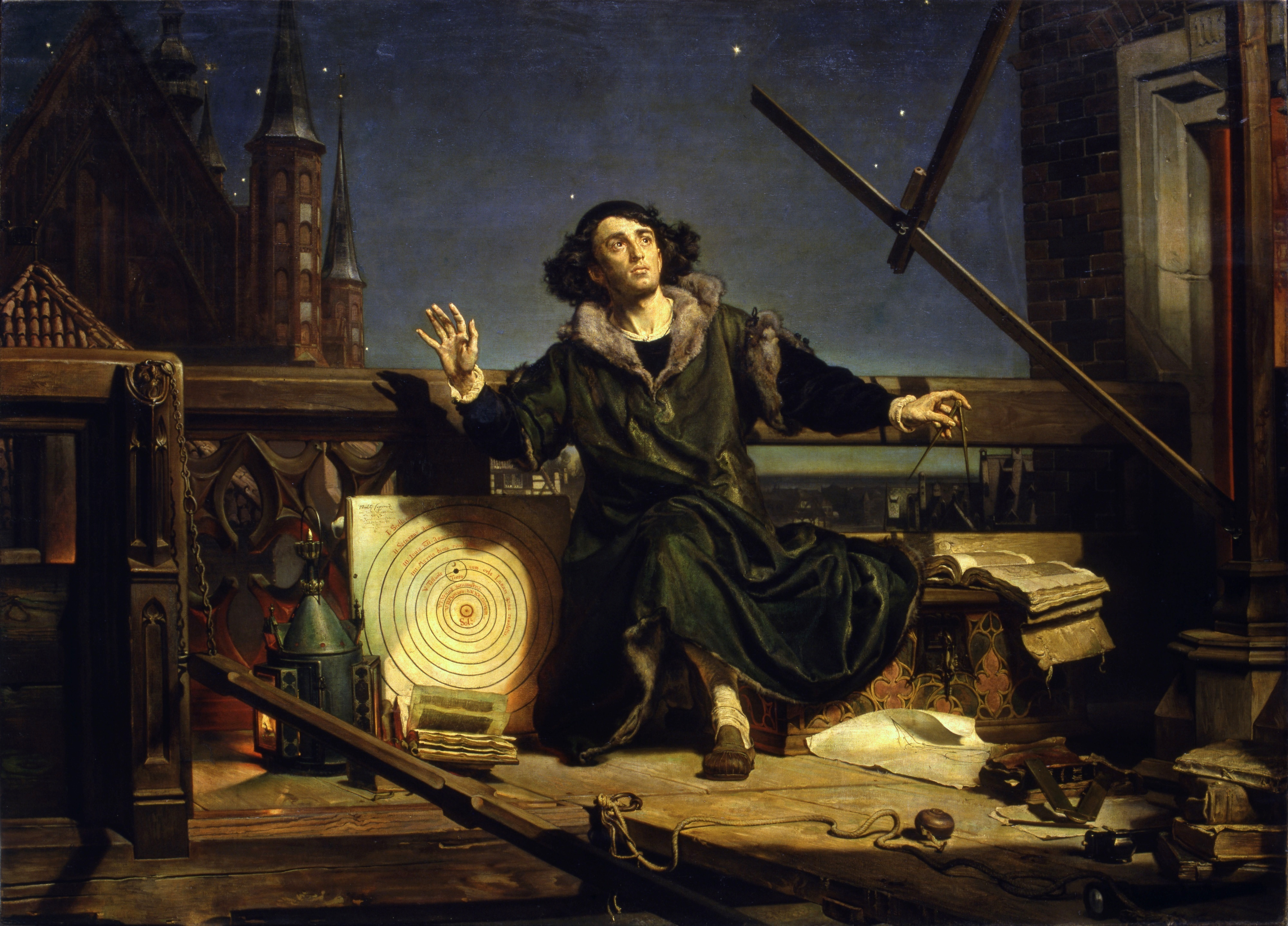
ニコラウス・コペルニクス(1473-1543)没。

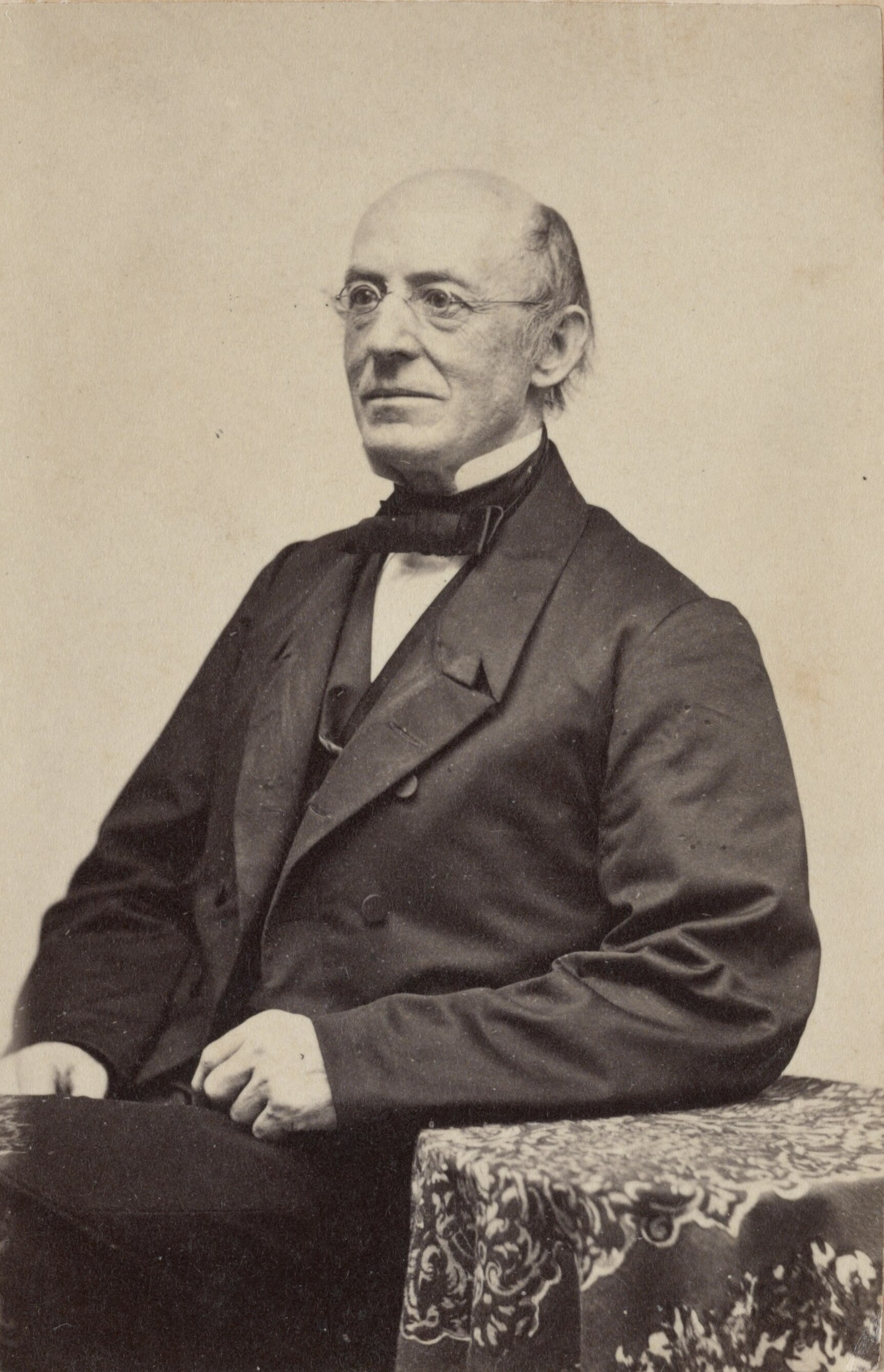
奴隷制度廃止運動家、ウィリアム・ロイド・ガリソン(1805-1879)没。

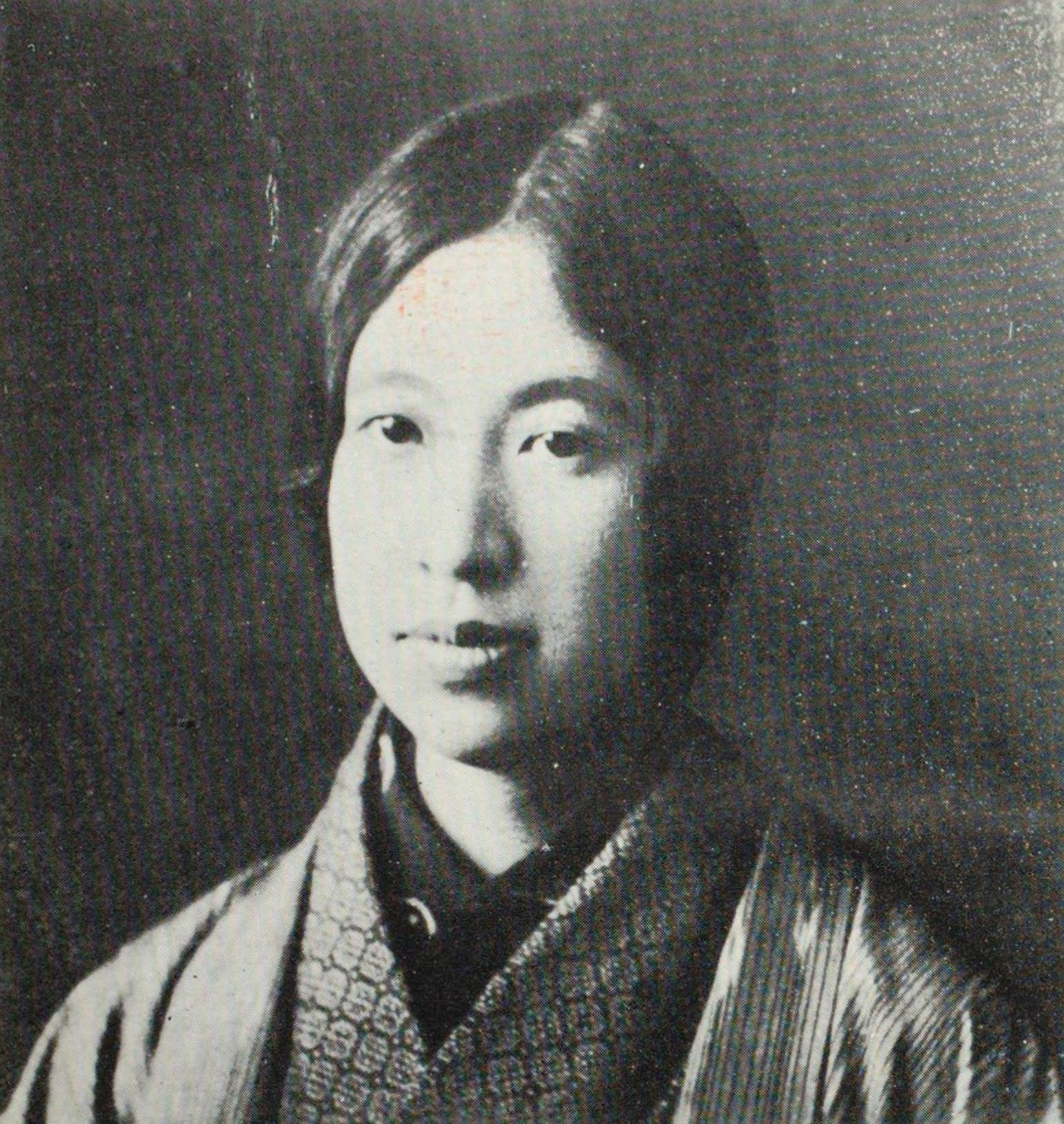
女性解放運動家、平塚らいてう(1886-1971)没。

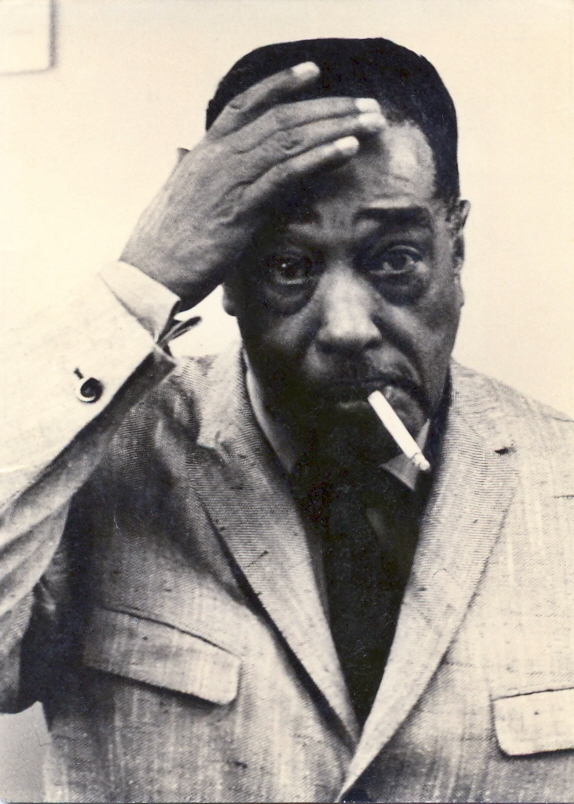
ジャズピアニストデューク・エリントン(1899-1974)没。

- 1153年 - デイヴィッド1世、スコットランド王（* 1080年?）
- 1213年（建暦3年5月3日） - 和田義盛、鎌倉幕府の御家人（* 1147年）
- 1382年（弘和2年/永徳2年4月11日） - 小山義政、武将
- 1497年 - ベネデット・ダ・マイアーノ、彫刻家、木工細工師、建築家（* 1442年）
- 1543年 - ニコラウス・コペルニクス、天文学者（* 1473年）
- 1612年 - 初代ソールズベリー伯爵ロバート・セシル、政治家（* 1563年）
- 1682年（天和2年4月17日） - 朱舜水、明の儒学者（* 1600年）
- 1695年（元禄8年4月12日） - 松平頼重、初代讃岐高松藩主（* 1622年）
- 1741年（寛保元年4月10日） - 江島、江戸城大奥御年寄（* 1681年）
- 1826年 - フリードリヒ・フェスカ、ヴァイオリニスト、作曲家（* 1789年）
- 1879年 - チェーザレ・ムッシーニ、画家（* 1804年）
- 1879年 - ウィリアム・ロイド・ガリソン、奴隷制廃止運動家（* 1805年）
- 1881年 - サミュエル・パーマー、画家（* 1805年）
- 1901年 - 渡辺洪基、貴族院議員、第9代東京府知事、東京帝国大学初代総長（* 1847年）
- 1903年 - 有馬道純、江戸幕府老中、越前丸岡藩主（* 1837年）
- 1908年 - オールドトムモリス、ゴルファー（* 1821年）
- 1911年 - エルンスト・レーマク、医学者（* 1849年）
- 1935年 - グランヴィル・レドモンド、画家（* 1871年）
- 1943年 - 佐々木直次郎、翻訳家（* 1901年）
- 1948年 - コンスタンチン・イグームノフ、ピアニスト、作曲家、音楽教師（* 1873年）
- 1956年 - 大蛇山酉之助、元大相撲力士（* 1897年）
- 1959年 - ジョン・フォスター・ダレス、アメリカ合衆国国務長官（* 1888年）
- 1963年 - エルモア・ジェームス、ギタリスト（* 1918年）
- 1968年 - 大村清一、官僚、弁護士、政治家、第2代防衛庁長官、第71代内務大臣、元相模女子大学長（* 1892年）
- 1968年 - 花柳徳兵衛、日本舞踊家（* 1908年）
- 1971年 - 平塚らいてう、作家、フェミニスト、女性解放運動家（* 1886年）
- 1974年 - デューク・エリントン、ジャズピアニスト（* 1899年）
- 1974年 - クライド・カワン、物理学者、ノーベル物理学賞受賞者（* 1919年）
- 1977年 - 荒木和成、弁護士、政治家、元千葉県千葉市長（* 1905年）
- 1977年 - 近衛十四郎、俳優（* 1914年）
- 1981年 - 川喜多長政、映画製作者、輸入業者（* 1903年）
- 1981年 - ハンス・ヴェーア、アラブ研究家（* 1909年）
- 1981年 - ハーブ・ルバーリン、グラフィックデザイナー、タイポグラファー（* 1918年）
- 1981年 - ヘルベルト・ミューラー、レーシングドライバー（* 1940年）
- 1984年 - ビンス・マクマホン・シニア、プロレス・プロモーター、WWE創業者（* 1914年）
- 1985年 - 毛利松平、政治家、第5代環境庁長官（* 1913年）
- 1991年 - ジーン・クラーク、ミュージシャン（* 1941年）
- 1992年 - 小河等、レーシングドライバー（* 1956年）
- 1992年 - 山田花子、漫画家（* 1967年）
- 1993年 - 山下英男、電気通信工学者（* 1899年）
- 1995年 - 宮崎市定、歴史学者（* 1901年）
- 1995年 - ハロルド・ウィルソン、政治家、第67代・第69代イギリス首相（* 1916年）
- 1997年 - 金達寿、小説家（* 1919年）
- 1997年 - エドワード・マルヘアー、俳優（* 1923年）
- 1997年 - あずさ欣平、声優、演出家（* 1931年）
- 1997年 - 櫻田慧、実業家、モスフードサービス創業者（* 1937年）
- 1999年 - 斎藤寿夫、官僚、政治家、公選第2 - 5代静岡県知事（* 1908年）
- 2000年 - 小田切秀雄、文芸評論家、近代文学研究者、法政大学名誉教授（* 1916年）
- 2001年 - 河本敏夫、政治家（* 1911年）
- 2001年 - 江崎誠致、小説家（* 1922年）
- 2002年 - 清川虹子、喜劇女優（* 1912年）
- 2002年 - 伊藤俊人、俳優（* 1962年）
- 2003年 - レイチェル・ケンプソン、女優（* 1910年）
- 2004年 - 河毛二郎、実業家、元王子製紙社長（* 1918年）
- 2005年 - 石津謙介、ファッションデザイナー、VANヂャケット創業者（* 1911年）
- 2005年 - 水野義久、薬化学者、北海道大学名誉教授（* 1919年）
- 2006年 - 窪田金次郎、解剖学者、東京医科歯科大学名誉教授（* 1923年）
- 2007年 - 大宅昌、教育者、大宅壮一文庫理事長（* 1906年）
- 2007年 - 武内忠男、医学者、熊本大学名誉教授（* 1915年）
- 2007年 - 大庭みな子、小説家（* 1930年）
- 2008年 - ディック・マーティン、コメディアン、俳優、監督（* 1922年）
- 2008年 - 中山知子、児童文学者（* 1926年）
- 2009年 - 佐藤慶次郎、作曲家、造形芸術家（* 1927年）
- 2010年 - アンネリーゼ・ローテンベルガー、オペラ歌手（* 1924年）
- 2010年 - ラッシャー木村、元プロレスラー（* 1941年）
- 2010年 - Paul Gray、ミュージシャン（スリップノット）（* 1972年）
- 2010年 - 向井久了、法学者（* 1944年)
- 2010年 - 三好守、元プロ野球選手（* 1942年）
- 2011年 - 谷哲二郎、実業家、元ルミネ社長（* 1949年）
- 2012年 - 畑中良輔、バリトン歌手、合唱指揮者、音楽評論家、作曲家、詩人、翻訳家（* 1922年）
- 2012年 - 西丸震哉、食生態学者、エッセイスト、探検家（* 1923年）
- 2012年 - 中山沃、医学者、生理学者、岡山大学名誉教授、浄土真宗本願寺派僧侶、名塩御坊教行寺第15世住職（* 1925年）
- 2012年 - 鈴木義之、歌手、ギタリスト（寺内タケシとバニーズ）（* 1946年）
- 2013年 - 高橋清孝、政治家（* 1920年）
- 2014年 - 藤本武彦、実業家、元三洋化成工業会長（* 1929年）
- 2014年 - 石塚省二、哲学者（* 1951年）
- 2015年 - タニス・リー、ファンタジー作家（* 1947年）
- 2016年 - 宮間利之（英語版）、ジャズクラリネット奏者、バンドリーダー（* 1921年）
- 2016年 - 杉谷昭、日本史学者、佐賀大学名誉教授（* 1928年）
- 2016年 - バート・クウォーク、俳優（* 1930年）
- 2016年 - 高島進、社会福祉学者、日本福祉大学名誉教授（* 1933年）
- 2016年 - 佐藤晃一、グラフィックデザイナー、多摩美術大学名誉教授（* 1944年）
- 2017年 - デル・ソニー・ウェスト、俳優（* 1938年）
- 2017年 - ジャレッド・マーティン、俳優（* 1941年）
- 2017年 - 大道寺将司、新左翼活動家、俳人、東アジア反日武装戦線メンバー（* 1948年）
- 2017年 - デニス・ジョンソン、小説家、詩人（* 1949年）
- 2018年 - グドルーン・ブルヴィッツ、政治活動家（* 1929年）
- 2018年 - 土山しげる、漫画家（* 1950年）
- 2018年 - 千葉龍太郎、ベーシスト（GRAND FAMILY ORCHESTRA）（* 1988年）
- 2019年 - マレー・ゲルマン、物理学者、ノーベル物理学賞受賞者（* 1929年）
- 2020年 - 有賀和子、ピアニスト、桐朋学園大学名誉教授（* 1927年）
- 2020年 - ジミー・コブ、ジャズドラマー（* 1929年）
- 2020年 - 関口欣也、建築史家、横浜国立大学名誉教授（* 1932年）
- 2020年 - ジャン＝ルー・ダバディ、小説家、劇作家、ジャーナリスト、作詞家（* 1938年）
- 2021年 - アンナ・ハルプリン、舞踏家（* 1920年）
- 2021年 - 金岡祐一、薬学者、実業家、北海道大学名誉教授、学校法人富山国際学園名誉理事長、元テイカ製薬会長（* 1928年）
- 2021年 - 鳥居清光、画家、浮世絵師、舞台美術家（* 1938年）
- 2021年 - サミュエル・E・ライト、俳優、歌手（* 1946年）
- 2021年 - 辻イト子、女優、漫才師（* 1947年）
- 2022年 - 山形定房、アナウンサー（* 1929年）
- 2023年 - ビル・リー、ジャズミュージシャン（* 1928年）
- 2023年 - 奥山コーシン、放送作家、作詞家、ラジオパーソナリティ（* 1938年）
- 2023年 - ティナ・ターナー、歌手（* 1939年）
- 2024年 - 出沢政雄、プロ野球選手、高校野球指導者（* 1927年）
- 2024年 - 松尾清三、クイズ王（* 1938年）
- 2025年 - スーザン・ブラウンミラー、作家、ジャーナリスト、フェミニズム活動家（* 1935年）
- 2025年 - 昭和のいる、漫才師（昭和のいる・こいる）（* 1936年）

## 記念日・年中行事

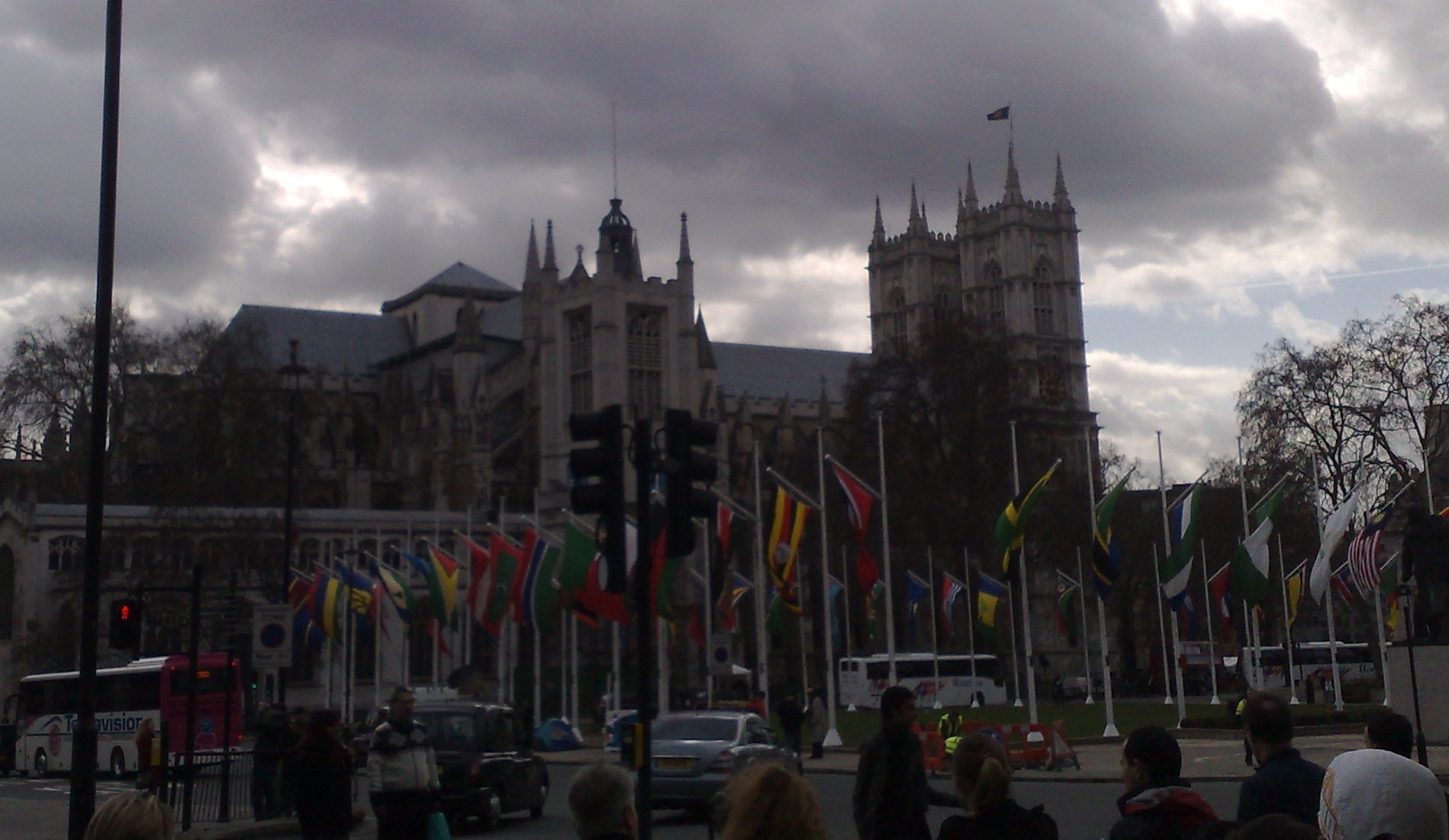
イギリスのコモンウェルス・デー

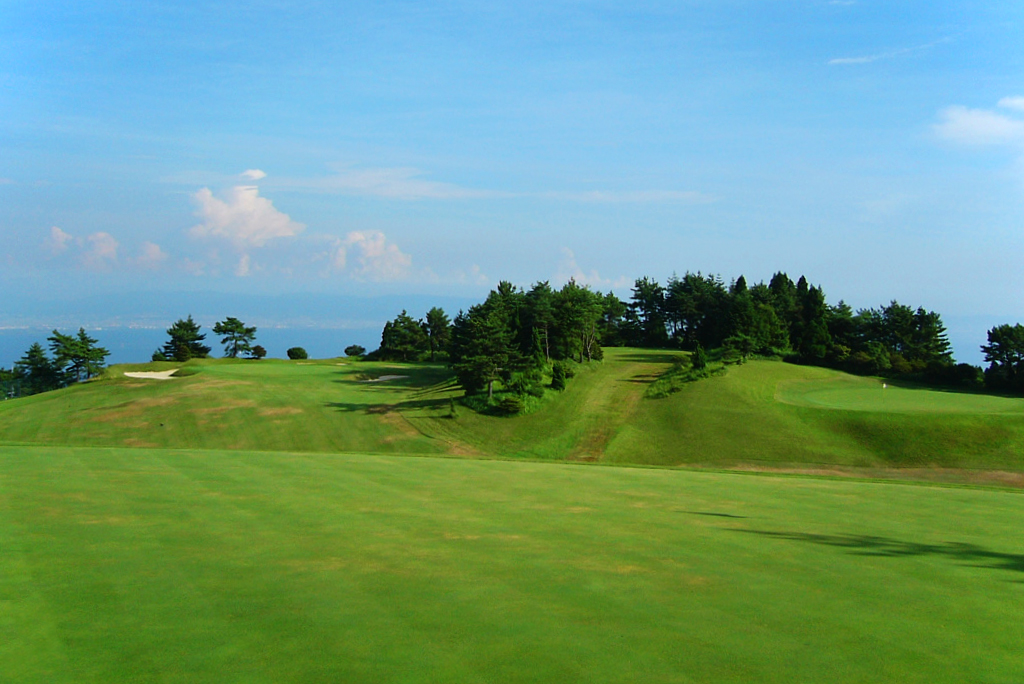
ゴルフ場記念日。画像は神戸ゴルフ倶楽部

- コモンウェルスデー（英語版）（ イギリス）
1819年のヴィクトリア女王の誕生日。ヴィクトリア朝はイギリスの国勢が最も盛んであったことから、これを記念して祝日となった。
- ピチンチャ戦勝記念日（ エクアドル）
1822年のこの日の、エクアドル独立戦争（英語版）・ピチンチャの戦い（英語版）での反乱軍の勝利を記念。
- 独立記念日（ エリトリア）
1993年のこの日にエチオピアから独立したことを記念したもの。
- ゴルフ場記念日（ 日本）
1903年のこの日に日本初のゴルフ場「神戸ゴルフ倶楽部」がオープンしたことにちなむ[13]。
- 伊達政宗忌（ 日本）
仙台藩の初代藩主伊達政宗が、寛永13年（1636年）の旧暦5月24日、参勤交代で滞在していた江戸で死去。伊達政宗公霊屋である瑞鳳殿では毎年、新暦5月24日に「伊達政宗公遠忌法要」が執り行なわれる。また、この日は終日瑞鳳殿の扉が御開帳になり、内部に安置された政宗公御木像を拝観できる[14]。
- 伊達巻の日（ 日本）
厚焼き卵などの寿司具を製造する株式会社千日総本社が制定。伊達巻の名の由来との説がある伊達政宗の忌日が旧暦5月24日であることから。